# Љуболеш
Љуболеш или Љуболези (алб. Lubalesh) је насељено место у општини Булћиза у округу Дибер, Албанија. Према попису из 1989. године било је 409 становника.
Према бугарском географу и историчару, Василу Канчову, у Љуболешу је 1900. године живело 160 Албанаца муслимана. Српски етнограф Миленко Филиповић, 1940 године наводи да је Љуболеш словенско муслиманско село са око 40 кућа, чији мештани већ говоре и албанским језиком.